# 이색
이색(李穡, 1328년 6월 17일(음력 5월 20일) ~ 1396년 6월 17일(음력 5월 7일))은 고려 말기의 문신이자 정치인이며 대학자, 사상가, 교육자, 철학가, 시인이다.  “이색은 타고난 자질이 밝고 슬기로웠으며, 학문이 정박(精博)하고 마음가짐이 관대하였다. (중략) 후학을 가르치는 데에도 애를 쓰고 부지런하여 게을리 하지 않았으며, 문장을 짓는 데는 붓만 잡으면 즉시 쓰되 사연이 정밀하고 간절했었다. 문집 55권이 세상에 나왔다. 집을 위해서는 재산의 유무(有無)를 묻지 않았으며, 평시에 경솔한 말과 갑자기 노여워하는 얼굴빛을 보지 못했다. (후략)” ㅡ태조실록 9권(1396년)에 있는 기록ㅡ
1328년 경북 영덕군 영해면 괴시리 무가정에서 탄생하였으며, 26세에 과거에 급제하여 숙몽부승을 시작으로 30세에 우간의대부, 40세에는 판개성부사 및 성균관의 대사성을 겸직하였고, 47세에는 왕명으로 영덕군 창수면 출신의 나옹선사의 비문을 찬하였다. 58세에 이르러서는 벽상삼중대광검교시중에 올랐으며, 62세에 판문하부사에 제수되었다. 64세에는 벽상공신삼중대광 한산부원군 영예문춘추관사에 올랐다. 65세떄에 이성계에 의해 고려가 망하였으나 고려조에 충성을 다하고자 하였으며, 마침내 69세대에 여강 청심루 아래 연자탄에서 세상을 떠났다.
본관은 한산(韓山)이고, 자는 영숙(穎叔), 호는 목은(牧隱), 시호는 문정(文靖)이다. 성리학을 고려에 소개, 확산시키는 역할을 하였으며 성리학을 새로운 사회의 개혁, 지향점으로 지목하였다.
찬성사(贊成使) 이곡(李穀)의 아들이며, 이제현의 제자로서 그의 문하에서 성리학자들은 다시 역성 혁명파와 절의파로 나뉘게 된다. 정몽주, 권근(길재의 스승), 정도전, 유창 등의 스승이었다. 이성계와 정도전의 역성혁명에 협조하지 않았고 조선 개국 이후에도 출사하지 않았다. 그는 이종학의 아버지이고 박상충의 손윗처남이며 박은의 외숙부이고 고려 말 삼은(三隱)의 한 사람이다.

## 생애

### 학문 연구
어려서부터 총기가 뛰어났고 7세 때(1335, 충숙왕 복위4)부터 독서를 하기 시작했으며 아버지 이곡의 친구이자 안향, 백이정의 학문을 계승한 익제 이제현을 찾아가 정주학을 배웠다. 그의 학문은 이색으로 이어졌다. 정몽주, 정도전, 권근, 이숭인 등 고려 말의 대표적 성리학자들은 대부분 이색의 문하에서 배출된 인물들이다.
이제현의 문하생 중에 수제자로 이름났던 그는 14세(1341, 충혜왕 복위2)에 자신보다 열한 살이나 많은 성총(性聰, 1318년~미상)에게 시를 배운 적이 있으며, 같은 해에 성균시(成均試)에 합격했다. 중서사전부(中瑞司典簿)로 원나라에서 일을 보던 아버지로 인해 원나라의 국자감 생원이 되었고, 3년간을 유학하다가 아버지의 상(喪)을 입자 귀국했다.
귀국 직후 원나라에서 입수한 송나라의 정호와 주자의 학문과 예법에 대한 것을 강의했는데, 이때 정몽주, 정도전, 이숭인, 권근, 하륜 등이 그의 제자가 되었다.

### 관료 생활

#### 관계 진출과 개혁 활동
1352년(공민왕 1) 그의 학문의 경향과 정견(政見)의 윤곽을 피력한 의견서를 왕에게 제출하였고, 1353년(공민왕 2) 문과에 갑과(3등 이내)로 급제하였으며, 다시 정동행성 향시(鄕試)에 장원(1등)으로 합격되어 서장관에 임명된 뒤 원나라에 들어가 다시 문과에 급제, 한림 지제고(翰林知制誥)가 되었다.
귀국하여 내서사인에 올랐으며, 밀직제학 동지춘추관사가 되자 이로부터 국정에 참여하였다. 1367년(공민왕 16) 성균관 대사성이 되었고, 정몽주·김구용 등과 명륜당에서 학문을 강론하니 이에 정주(程朱)의 성리학이 처음으로 일어났다.
이후 그는 권문세족의 전횡을 비판하여 공민왕의 개혁 정책에 적극 협력하였다. 또한 불교의 대안으로 성리학을 새로운 개혁의 비전으로 제시하기도 했다.

#### 관료 활동
1371년(공민왕 20년) 정당문학이 되고 문충보절찬화공신(文忠保節贊化功臣)의 호를 받았으며, 다시 1373년(공민왕 22) 한산군(韓山君)에 피봉되었다가, 다시 1377년(우왕 3) 추충보절동덕찬화공신(推忠保節同德贊化功臣)의 호를 받고 우왕의 사부(師傅)가 되었다. 위화도 회군 이후 전제 개혁 논의에서 사전 혁파에 반대했는데, 이는 많은 토지를 보유한 계층으로서 이색의 한계이기도 했다. 우왕 폐위 이후 창왕 옹립에 앞장섰으며, 그를 계기로 공양왕 옹립 이후 정치적 공격을 받게 되었다. 그 뒤 이성계, 정도전, 정몽주 등이 폐가 입진(廢假立眞)을 명분으로 우왕을 폐위하자 그는 관직에서 물러났다.
공양왕 때 판문하 부사(判門下府使)가 되었고, 그 후 오사충(吳思忠)의 참소로 장단(長湍)을 거쳐 함안(咸安)에 귀양 갔으나 돌아와 다시 한산부원군에 피봉되어 예문춘추관사(藝文春秋館使)로 임명되었다. 귀양지 장단에서 선왕(공민왕)에 대한 그리움과 많은 문인들중 애제자(愛弟子) 유창에게 느낀 심정을 읊은 시가 목은시고권지35에 전한다.
그는 역성혁명파의 역성 혁명에 협력하지 않았지만, 그의 문인들은 혁명참여파와 절의파로 나뉘었다. 이 때문에 한 때 제자였던 정도전과 조준, 남은은 그의 정적으로 돌변한다. 이후 정도전은 그와 우현보, 정몽주에게 격렬한 논조로 비판을 가한다.

### 생애 후반
1392년 4월 정몽주가 피살되자 연좌되었으나 정도전은 그를 구하지 않았다. 그는 이후 다시 금천·여흥·장흥 등지로 유배된 뒤에 석방되었다.
조선 개국 후 태조는 그의 재능을 아껴 1395년(조선 태조 4) 한산백(韓山伯)으로 봉하여 예를 다하여 출사(出仕)를 종용하였으나 끝내 고사하고 망국의 사대부는 오로지 해골을 고산(故山)에 파묻을 뿐이라 하였다.
다음 해인 1396년 피서차 여주로 가던중 여강(驪江 연자탄)의 배 안에서 급병으로 갑자기 사망했으므로 그 사인(死因)에 대하여는 후세에 의혹을 남기고 있다. (다른 설은 정도전이 보낸 부하 자객에 의해 독살되었다는 설이다.)

### 가족 관계
- 아버지 : 이곡(李穀)
- 어머니 : 함창 김씨(咸昌金氏), 김택(金澤)의 딸
- 부인 : 안동 권씨(安東權氏), 권중달(權仲達)의 딸
  - 장남 : 이종덕(李種德)
  - 며느리 : 진주 유씨(晉州 柳氏), 유혜손(柳惠孫)의 딸
    - 손자 : 이맹유(李孟㽥) 이맹균(李孟畇) 이맹준(李孟畯) 이맹진(李孟畛)
    - 손녀 : 유기(柳沂)의 처, 하구(河久)의 처

  - 차남 : 이종학(李種學)
  - 며느리 : 양성 이씨(陽城李氏), 이춘부(李春富)의 딸
    - 손자 : 이숙야(李叔野), 이숙규(李叔畦), 이숙당(李叔當), 이숙묘(李叔畝), 이숙복(李叔福), 이숙치(李叔畤)
    - 손녀 : 전주 이씨(全州李氏), 이점(李漸)의 딸

  - 삼남 : 이종선(李種善)
  - 며느리 : 안동 권씨(安東權氏), 권근의 딸
    - 손자 : 이계주(李季疇)
      - 증손 : 이개(李塏), 사육신 중 1인

  - 며느리 : 안동 권씨(安東權氏), 권근(權近)의 딸
    - 손자 : 이계린(李季疄), 이계전(李季甸), 이계원(李季畹), 이계정(李季町)
    - 손녀 : 이백상(李伯常)의 처, 김숭로(金崇老)의 처

### 저서
- 《목은시고》(牧隱詩藁)
- 《목은문고》(牧隱文藁)

## 평가
후에 서애(西厓) 류성룡은 삼국의 위(魏)의 벼슬을 받지 않았던 후한(後漢) 조의 양표(楊彪)에 비겼다. 문하에 유창, 권근, 변계량(卞季良) 등을 배출하여 조선 성리학의 주류를 이루게 하였으며, 한편 불교에 대한 조예도 깊었으며, 고려 말에 학문과 정치에 거족을 남긴 존재였다. 
- 여러 요직을 거치며 5번의 관장을 하며 132명의 인재를 선발하는 등 성리학의 발전과 교육 진흥에 큰 공헌을 하여 우리나라 성리학을 일으킨 유종(儒宗)으로 불린다.
- 유불선에 조예가 깊어 유교의 입장에서 삼교를 융합하였고 훗날 조성 성리학의 주류를 이룬 권근, 이숭인, 길재, 하륜, 정도전, 김종직, 변계량 등 수많은 제자들을 양성하였다. 성품과 언행이 매우 관대하고 지혜로웠으며 타인에게 귀감이 되는 삶을 살았다고 전해진다. 마지막까지 고려를 지키고자 했던 불사이군의 굳은 절조와 덕망으로 존숭을 받았다.
- 《목은고(牧隱藁)》55권에는 무려 4,370 제목의 1만여 수 시와 244 제목의 문장이 전해지는데, 그 양과 질에 있어서 고려조에 유일한 대가로 인정받아 당대 최고, 문장의 조종(祖宗), 동방의 대문호로 불린다. 특히 이색의 시문은 문학 작품으로서 높은 가치를 지닐 뿐만 아니라,  여말 지식인 사회와 정치 상황을 알아보는 귀중한 사료로 평가 받는다.

## 참조
1. 1 2 3  권근, 《양촌집》 권40, 목은 선생 이 문정공 행장
2. ↑  《태조실록》 권9, 태조 5년(1396년) 5월 7일(계해) 2번째 기사
3. ↑  이색, 《목은시고》 권17, 독서처가 병서
4. 1 2  박은봉, 《한국사 100 장면》 (가람기획, 1998) 174페이지
5. ↑  이색, 《목은문고》 권20, 송씨전
6. ↑  《고려사》 권115, 〈열전〉28, 이색
7. ↑  《연려실기술》 권1, 〈태조조 고사본말〉, 고려에 절개를 지킨 여러 신하
8. ↑  류성룡, 《서애집》 권15, 포은·목은

## 같이 보기
| - 길재 - 변안렬 - 민안부 - 심원부 - 성리학 - 정호 - 주자 - 신진사대부 - 권문세족 - 성균관 - 문묘 | - 안향 - 백이정 - 이제현 - 이곡 - 정몽주 - 하윤원 - 정도전 - 이숭인 - 고려 3은 - 두문동 72현 - 남은 | - 남재 - 염흥방 - 염제신 - 염정수 - 임견미 - 이성계 - 이인임 - 이의 - 조민수 - 조준 | - 고려 5은 - 길재 - 심원부 - 김숙자 - 김종직 - 신돈 - 최영 - 하륜 - 노숭 - 함부림 |

## 이색이 등장하는 작품
- 《개국》(KBS, 1983년 ~ 1983년 배우:전무송)
- 《추동궁 마마》(MBC, 1983년 ~ 1983년, 배우:이대로)
- 《용의 눈물》(KBS, 1996년 ~ 1998년 배우:남일우)
- 《신돈》(MBC, 2005년 ~ 2006년 배우:전인택)
- 《직지》(MBC, 2005년 ~ 2005년 배우:황의권)
- 《신의》(MBC, 2012년 ~ 2012년 배우:김형종)
- 《대풍수》(SBS, 2012년~2013년, 배우:최용민)
- 《정도전》(KBS, 2014년~2014년, 배우:박지일)
- 《육룡이 나르샤》(SBS, 2015년~2016년, 배우:김종수)
- 《태종 이방원》(KBS, 2021년~ 배우:남명렬)